# Podwodny wróg
Podwodny wróg (ang. The Enemy Below) – amerykański kolorowy film z 1957 roku w reżyserii Dicka Powella.

## Opis fabuły
Film opowiada o pojedynku dwóch kapitanów, amerykańskiego niszczyciela i niemieckiego U-boota podczas II wojny światowej na południowym Atlantyku.

## Obsada
- Robert Mitchum jako komandor Captain Murrell
- Curd Jürgens jako komandor von Stolberg
- Theodore Bikel jako porucznik "Heinie" Schwaffer
- David Hedison jako porucznik Ware,
- Russell Collins jako lekarz
- Kurt Kreuger jako von Holem
- Frank Albertson jako porucznik Crain
- Biff Elliot jako kwatermistrz Robbins
- Ralph Manza jako porucznik Bonelli (niewymieniony w czołówce)
- Doug McClure jako podporucznik Merry (niewymieniony w czołówce)
- Darryl F. Zanuck jako starszy bosman (niewymieniony w czołówce)

## Nagrody i nominacje
| Nazwa nagrody | Wygrane                                                 | Nominacje                                     |
| NBR           | 1957 Top Ten Films                                      | 1957 wygrana                                  |
| Oscar         | 1958 Najlepsze efekty specjalne nagrodzony Walter Rossi | 1958 wygrana                                  |
| Złota Szpula  | 1958 Najlepszy montaż dźwięku w filmie pełnometrażowym  | 1958 wygrana                                  |
| BAFTA         | 1959 bez rezultatu                                      | 1959 Najlepszy aktor zagraniczny Curd Jürgens |